# Blasphemous
Blasphemous ist ein 2D-Action-Plattform-Computerspiel aus dem Jahr 2019. Das Spiel des spanischen Entwicklerstudios The Game Kitchen mischt Elemente von Metroidvanias und Soulslikes. Es erschien am 10. September 2019 für Microsoft Windows, Xbox One, PlayStation 4 und Nintendo Switch nachdem es 2017 über Kickstarter finanziert wurde. 2023 folgte mit Blasphemous 2 ein Nachfolger.

## Spielprinzip
Blasphemous ist ein nichtlinearer 2D-Action-Plattformer mit Fokus auf Kampf. Das Spiel wird meist dem Metroidvania-Genre zugerechnet, enthält aber auch Elemente aus Dark Souls, weshalb es teilweise auch als Soulslike bezeichnet wird, beziehungsweise als Mischform aus Metroidvania und Soulslike klassifiziert wird. Die in mehrere Gebiete unterteilte Spielwelt lässt sich größtenteils fei erkunden, wobei nach und nach Abkürzungen aktiviert werden. Für Metroidvanias typisch können bestimmte Bereiche erst nach freischalten spezieller Items erreicht werden. Der Spielstand kann an Schreinen gespeichert werden, was dazu führt, dass bereits besiegte Gegner respawnen. Bosskämpfe können teilweise mit Hilfe von verbündeten NPCs bestritten werden.

## Handlung
Das Land Cvstodia wird von einem Fluch mit dem Namen The Miracle („Das Mirakel“) heimgesucht. Als Hauptcharakter „der Büßer“ tritt man der Seuche entgegen.

## Entwicklung
Das Entwicklerstudio The Game Kitchen startete im Mai 2017 eine Kickstarter-Kampagne zur Finanzierung von Blasphemous. Bereits nach einem Tag wurde das Ziel von 50.000 US-Dollar und damit die Finanzierung für eine Windows-, Mac- und Linux-Version erreicht. 12 Tage vor Ende der Kampagne waren die Finanzierungsziele soweit erfüllt, dass neben der PC-Version eine Veröffentlichung für PlayStation 4, Xbox One und Nintendo Switch angekündigt wurde. Es wurde das erste Quartal 2019 als Releasezeitpunkt genannt. Am 19. August 2019 nannte Publisher Team17 den 10. September 2019 als Veröffentlichungsdatum. Nachdem das Spiel an diesem Tag für Windows, PS4, Xbox One und Nintendo Switch erschien, folgten am 21. September 2020 die Fassungen für Linux und macOS.

## Rezeption
Laut dem Wertungsaggregator Metacritic erhielt das Spiel überwiegend positive Rezensionen. Das deutschsprachige PC-Spielemagazin GameStar lobte die Optik, kritisierte jedoch die narrative Umsetzung der Handlung. Die Kämpfe seien fordernd und schwer, aber dank klar lesbarer Angriffe immer fair.

„Faszinierend ekliger & fordernder Action-Platformer mit Gameplayschwächen, der vor allem durch sein fantastisches Gegnerdesign beeindruckt.“

Die Onlinemagazine 4Players und IGN lobten die grafische Darstellung, kritisierten jedoch die Aufwertemechaniken.

„Bildgewaltiges, anspruchsvolles 2D-Action-Abenteuer mit weitläufiger Spielwelt – die vielen Tode lohnen sich!“

PC Games lobte Blasphemous als „brillantes 2D-Abenteuer“, das sowohl in Atmosphäre als auch der Spielmechanik fessele. Sowohl PC Games als auch GameStar gaben jedoch an, dass das Spiel nach einmaligem Durchspielen nur einen geringen Wiederspielwert habe.

## Nachfolger
Am 24. August 2023 wurde der Nachfolger Blasphemous 2 für PC, PlayStation 5 und Xbox Series X/S veröffentlicht. Versionen für Xbox One und PlayStation 4 folgten am 2. November 2023.